# La chiave (racconto)
La chiave (The Key) è un racconto giallo di fantascienza di Isaac Asimov pubblicato per la prima volta nel 1966 nel numero di ottobre della rivista Magazine of Fantasy and Science Fiction.
Successivamente è stato incluso nell'antologia Misteri. I racconti gialli di Isaac Asimov (Asimov's Mysteries) del 1968.
È stato pubblicato varie volte in italiano a partire dal 1967, anche col titolo L'agente e il professore.
La chiave è la quarta storia di Asimov con il personaggio dello scienziato-investigatore Wendell Urth.

## Trama
Da qualche parte sulla Luna è nascosto un artefatto extraterrestre. Lo hanno scoperto due esploratori, Jennings e Strauss, ma Jennings è morto e Strauss è uscito di senno. L'artefatto sembra in grado di amplificare e trasmettere i pensieri, fino al punto di permettere a una persona di danneggiare la mente di un'altra.
Gli unici indizi sulla collocazione dell'artefatto sono un foglio di carta che riporta simboli arcaici, numeri e lettere, e il farneticare dell'unico superstite della spedizione, Strauss. Strauss fa parte degli Ultras, un gruppo dedito all'eliminazione di persone "non essenziali" per ridurre la popolazione umana a pochi milioni di individui che la pensano allo stesso modo. La paura è che l'artefatto possa aiutare gli Ultras a portare a termine il loro piano. Il pezzo di carta originale è sparito, si pensa rubato dagli Ultras, mentre gli investigatori hanno solo una copia su cui lavorare.
Gli indizi sul foglio di carta sembrano indicare punti differenti sulla Luna, con uno in particolare: una freccia verticale che punta in alto verso il simbolo astrologico della Terra. Uno degli investigatori si accorge che il messaggio significa "andate sulla Terra" o, più precisamente, "andate da Urth". Jennings era stato uno studente di Wendell Urth. È morto pugnalato da Strauss, ma non prima di aver reso pazzo Strauss con i poteri dell'artefatto e di essere riuscito a nasconderlo.
Quando gli investigatori contattano Wendell Urth, egli ricorda Jennings come un uomo che amava i pessimi giochi di parole. Urth dichiara di amare i giochi di parole ma che trovava quelli di Jennings irritanti. Leggendo gli indizi del foglietto di carta e ascoltando le registrazioni audio, conclude che i simboli sono per lo più falsi indizi, troppo ambigui e contraddittori per servire davvero. Ragionando invece su possibili giochi di parole che portano al matematico e astronomo gesuita tedesco Cristoforo Clavio, Urth indica agli investigatori il posto dove trovare l'artefatto extraterrestre.